# Liste der österreichischen Staatsmeister im Schach
Die Liste der österreichischen Staatsmeister im Schach enthält die Sieger aller österreichischen Einzelmeisterschaften der Herren und Damen im Schachsport, die vom Österreichischen Schachbund (ÖSB) organisiert wurden. Der Titel wird seit 1947 bei den Herren, seit 1950 bei den Damen vergeben; Vorläuferturniere gab es jedoch schon seit 1921/22.

## Geschichte
Zwar hatte der Österreichische Schachverband schon ab 1921 bei den Herren und 1922 bei den Damen Meisterturniere zur Ermittlung eines österreichischen Einzelmeisters veranstaltet, Berufsspieler nahmen an diesen jedoch nicht teil. Im Jahr 1936 zum Beispiel siegte Erich Eliskases gegen Rudolf Spielmann in einem ersten offiziellen Wettkampf um den Titel eines Meisters von Österreich 5,5:4,5. Eliskases gewann mit 6:4 auch den Rückkampf 1937. Beide Kämpfe fanden im niederösterreichischen Semmering statt. Bei den Frauen hatte 1922 Josefine Pohlner gewonnen, 1936 schon Salome Reischer. Vom Österreichischen Schachbund organisierte Einzelwettkämpfe mit dem Titel Staatsmeister gibt es seit 1947, eine separate Frauenkonkurrenz seit 1950. Bei der Staatsmeisterschaft 2018 wurden erstmals beide Titel in einem gemeinsamen Turnier ausgespielt. Die Staatsmeisterschaften 2019 waren in das Vienna Open eingebettet.

## Allgemeine Klasse
| Jahr | Ort                     | 1. Platz                       | 2. Platz                | 3. Platz                    |
| ---- | ----------------------- | ------------------------------ | ----------------------- | --------------------------- |
| 1947 | Bad Ischl               | Leopold Lenner                 | Alfred Beni             | Hans Müller                 |
| 1948 | Horn                    | Karl Galia                     | Hans Müller             | Fritz Gragger               |
| 1949 | Eferding                | Josef Platt                    | Leopold Soluch          | Hans Müller                 |
| 1950 | Melk                    | Rudolf Palme                   | Heribert Berghofer      | Karl Poschauko              |
| 1951 | Wien                    | Walter Leinweber Josef Lokvenc | –                       | Fritz Gragger Karl Robatsch |
| 1952 | Steyr                   | Karl Poschauko                 | Alfred Beni             | Franz Auer                  |
| 1953 | Wolfsberg               | Josef Lokvenc                  | Max Dorn                | Alexander Prameshuber       |
| 1954 | Baden                   | Andreas Dückstein              | Gerhard Bruckner        | Hans Busek                  |
| 1955 | Prein an der Rax        | Franz Auer                     | Andreas Dückstein       | Hans Busek                  |
| 1956 | Prein an der Rax        | Andreas Dückstein              | Felix Winiwarter        | Kurt Kaliwoda               |
| 1957 | St. Johann im Pongau    | Franz Auer                     | Hofman                  | Max Dorn                    |
| 1958 | Rif                     | Alexander Prameshuber          | Anton Kinzel            | Franz Auer                  |
| 1960 | Prein an der Rax        | Karl Robatsch                  | Fischer                 | Franz Auer                  |
| 1963 | Prein an der Rax        | Wilhelm Schwarzbach            | Franz Auer              | Alexander Prameshuber       |
| 1965 | Burg Ottenstein         | Philipp Strunner               | Franz Auer              | Franz Stoppel               |
| 1967 | Graz                    | Karl Janetschek                | Alexander Prameshuber   | Franz Stoppel               |
| 1969 | Haag am Hausruck        | Karl Röhrl                     | Eduard Glass            | Franz Auer                  |
| 1971 | Hartberg                | Karl Röhrl                     | Georg Danner            | Ferdinand Strobel           |
| 1973 | Leoben                  | Karl Janetschek                | Eduard Glass Karl Röhrl | –                           |
| 1975 | Mösern                  | Franz Hölzl                    | Karl Janetschek         | Walter Wittmann             |
| 1977 | Mösern                  | Andreas Dückstein              | Franz Hölzl             | Franz Stoppel               |
| 1979 | Lienz                   | Adolf Herzog                   | Peter Roth              | Walter Wittmann             |
| 1981 | Lienz                   | Franz Hölzl                    | Adolf Herzog            | Walter Wittmann             |
| 1983 | Seckau                  | Adolf Herzog                   | Heinz Baumgartner       | Walter Wittmann             |
| 1985 | Koralpenhaus            | Josef Klinger                  | Walter Wittmann         | Peter Roth                  |
| 1987 | Semriach                | Egon Brestian                  | Walter Wittmann         | Alexander Fauland           |
| 1989 | Bad Schallerbach        | Alexander Fauland              | Egon Brestian           | Walter Wittmann             |
| 1991 | Sankt Lambrecht         | Reinhard Lendwai               | Gerhard Schroll         | Markus Wach                 |
| 1993 | Gamlitz                 | Josef Klinger                  | Nikolaus Stanec         | Karl Robatsch               |
| 1994 | Leibnitz                | Alexander Fauland              | Nikolaus Stanec         | Heinrich Eisterer           |
| 1995 | Voitsberg               | Nikolaus Stanec                | Franz Hölzl             | Michael Schlosser           |
| 1996 | Leibnitz                | Nikolaus Stanec                | Gerhard Schroll         | Georg Danner                |
| 1997 | Mösern                  | Nikolaus Stanec                | Harald Casagrande       | Oliver Lehner               |
| 1998 | Tenneck                 | Nikolaus Stanec                | Siegfried Baumegger     | Markus Wach                 |
| 1999 | Wien-Penzing            | Nikolaus Stanec                | Ernst Weinzettl         | Norbert Sommerbauer         |
| 2000 | Frohnleiten             | Nikolaus Stanec                | Christian Weiß          | Rene Wukits                 |
| 2001 | Mureck                  | Siegfried Baumegger            | Nikolaus Stanec         | Friedrich Karl Volkmann     |
| 2002 | Oberpullendorf          | Nikolaus Stanec                | Hermann Knoll           | Georg Danner                |
| 2003 | Hartberg                | Nikolaus Stanec                | Norbert Sommerbauer     | Martin Neubauer             |
| 2004 | Hartberg                | Nikolaus Stanec                | Eva Moser               | Herwig Pilaj                |
| 2005 | Gmunden                 | Nikolaus Stanec                | Martin Neubauer         | Manfred Freitag             |
| 2006 | Köflach                 | Eva Moser                      | Günter Kuba             | Andreas Diermair            |
| 2007 | Tweng                   | Siegfried Baumegger            | Markus Ragger           | Manfred Freitag             |
| 2008 | Leoben                  | Markus Ragger                  | Siegfried Baumegger     | Mario Schachinger           |
| 2009 | Jenbach                 | Markus Ragger                  | Helmut Kleissl          | Siegfried Baumegger         |
| 2010 | Wien                    | Markus Ragger                  | Dawit Schengelia        | Alexander Fauland           |
| 2011 | Linz                    | Georg Fröwis                   | Andreas Diermair        | Georg Danner                |
| 2012 | Zwettl-Niederösterreich | Dawit Schengelia               | Mario Schachinger       | Georg Fröwis                |
| 2013 | Feldkirch-Gisingen      | Peter Schreiner                | Dawit Schengelia        | Andreas Diermair            |
| 2014 | Feistritz an der Drau   | Mario Schachinger              | Georg Fröwis            | Andreas Diermair            |
| 2015 | Pinkafeld               | Dawit Schengelia               | Mario Schachinger       | Christoph Menezes           |
| 2016 | St. Johann im Pongau    | Georg Fröwis                   | Mario Schachinger       | Peter Schreiner             |
| 2017 | Graz                    | Andreas Diermair               | Christoph Menezes       | Harald Schneider-Zinner     |
| 2018 | Wien                    | Nikolaus Stanec                | Valentin Dragnev        | Florian Schwabeneder        |
| 2019 | Wien                    | Nikolaus Stanec                | Dawit Schengelia        | Andreas Diermair            |
| 2020 | Graz                    | Valentin Dragnev               | Felix Blohberger        | Georg Kilgus                |
| 2021 | Innsbruck               | Markus Ragger                  | Lukas Leisch            | Florian Schwabeneder        |
| 2022 | Wien                    | Felix Blohberger               | Andreas Diermair        | Dominik Horvath             |
| 2023 | Wien                    | Siegfried Baumegger            | Florian Schwabeneder    | Valentin Baidetskyi         |
| 2024 | Linz                    | Valentin Dragnev               | David Schernthaner      | Dominik Horvath             |

## Damen
| Jahr | Ort                     | 1. Platz                            | 2. Platz                | 3. Platz                |
| ---- | ----------------------- | ----------------------------------- | ----------------------- | ----------------------- |
| 1950 | Melk                    | Salome Reischer                     | Juchart                 | Lohinsky                |
| 1951 | Wien                    | Gertrude Wagner                     | Lohinsky                | Spira                   |
| 1952 | Graz                    | Salome Reischer                     | Berta Zebinger          | Juchart                 |
| 1953 | Horn                    | Alfreda Hausner                     | Hilde von Kasparowsky   | Salome Reischer         |
| 1954 | Wien                    | Salome Reischer                     | Juchart                 | Alfreda Hausner         |
| 1955 | Wien                    | Berta Zebinger                      | Inge Kattinger          | Auer                    |
| 1956 | Judenburg               | Inge Kattinger                      | Krassnig                | Ida Salzmann            |
| 1958 | Maria-Anzbach           | Inge Kattinger                      | Salome Reischer         | Ida Salzmann            |
| 1960 | Innsbruck               | Ida Salzmann                        | Gertrude Schoißwohl     | Hilde                   |
| 1964 | Hartberg                | Inge Kattinger                      | Berta Zebinger          | Alfreda Hausner         |
| 1966 | Mauerkirchen            | Wilma Samt                          | Maria Ager              | Inge Kattinger          |
| 1968 | Kirchberg am Wechsel    | Hermine Winninger                   | Inge Kattinger          | Maria Ager              |
| 1970 | Schloss Seggau          | Inge Kattinger Wilma Samt           | –                       | Alfreda Hausner         |
| 1972 | Rohrbach                | Wilma Samt                          | Inge Kattinger          | Maria Dür               |
| 1974 | Gloggnitz               | Gertrude Schoißwohl                 | Ida Salzmann            | Inge Kattinger          |
| 1976 | Krems                   | Alfreda Hausner                     | Margit Hennings         | Wilma Samt              |
| 1978 | Feldkirch               | Margit Hennings                     | Inge Kattinger          | Wilma Samt              |
| 1980 | Eggenburg               | Margit Hennings                     | Alfreda Hausner         | Wilma Samt              |
| 1982 | Nüziders                | Margit Hennings                     | Alfreda Hausner         | Maria Dür               |
| 1984 | Kötschach-Mauthen       | Helene Mira                         | Maria Horvath           | Gabriela Berger         |
| 1986 | Kirchberg am Wechsel    | Jutta Borek                         | Helene Mira             | Karin Ladner            |
| 1988 | Lienz                   | Jutta Borek                         | Karin Ladner            | Helene Mira             |
| 1990 | Braunau am Inn          | Maria Horvath                       | Helene Mira             | Ursula Weiß             |
| 1992 | Neumarkt in Steiermark  | Jutta Fauland-Borek                 | Maria Horvath           | Renata Kosc             |
| 1994 | Grieskirchen            | Jutta Borek                         | Ortrud Göschl           | Ursula Fraunschiel      |
| 1996 | Grieskirchen            | Helene Mira                         | Maria Horvath           | Jutta Borek             |
| 1997 | Gallspach               | Sonja Sommer                        | Helene Mira             | Maria Horvath           |
| 1998 | Tenneck                 | Ursula Fraunschiel                  | Ulrike Schwaninger      | Dunja Lukan             |
| 1999 | Wien-Penzing            | Margit Krasser                      | Sonja Sommer            | Jutta Borek             |
| 2000 | Frohnleiten             | Sonja Sommer                        | Helene Mira             | Dunja Lukan             |
| 2001 | Mureck                  | Helene Mira                         | Sonja Sommer            | Michaela Hapala         |
| 2002 | Oberpullendorf          | Helene Mira                         | Maria Horvath           | Christa Hackbarth       |
| 2003 | Hartberg                | Anna-Christina Kopinits             | Elisabeth Klinkan       | Helene Mira             |
| 2004 | Hartberg                | Helene Mira                         | Maria Horvath           | Elisabeth Klinkan       |
| 2005 | Gmunden                 | Sonja Sommer                        | Anna-Christina Kopinits | Monika Galambfalvy      |
| 2006 | Köflach                 | Anna-Christina Kopinits Helene Mira |                         | Andrea Zechner          |
| 2007 | Tweng                   | Anna-Christina Kopinits             | Julia Novkovic          | Katharina Newrkla       |
| 2008 | Leoben                  | Anna-Christina Kopinits             | Julia Novkovic          | Maria Horvath           |
| 2009 | Jenbach                 | Anna-Christina Kopinits             | Helene Mira             | Veronika Exler          |
| 2010 | Wien                    | Eva Moser                           | Anna-Christina Kopinits | Helene Mira             |
| 2011 | Linz                    | Eva Moser                           | Anna-Christina Kopinits | Barbara Schink          |
| 2012 | Zwettl-Niederösterreich | Anna-Christina Kopinits             | Eva Moser               | Annika Fröwis           |
| 2013 | Feldkirch-Gisingen      | Veronika Exler                      | Anna-Lena Schnegg       | Katharina Newrkla       |
| 2014 | Feistritz an der Drau   | Barbara Teuschler                   | Katharina Newrkla       | Veronika Exler          |
| 2015 | Pinkafeld               | Katharina Newrkla                   | Veronika Exler          | Anna-Lena Schnegg       |
| 2016 | St. Johann im Pongau    | Anna-Lena Schnegg                   | Katharina Newrkla       | Reka Horvath            |
| 2017 | Graz                    | Anna-Christina Kopinits             | Veronika Exler          | Wu Min                  |
| 2018 | Wien                    | Veronika Exler                      | Chiara Polterauer       | Katharina Newrkla       |
| 2019 | Wien                    | Regina Theissl-Pokorná              | Anna-Lena Schnegg       | Anna-Christina Ragger   |
| 2020 | Graz                    | Elisabeth Hapala                    | Anna-Christina Ragger   | Jasmin-Denise Schloffer |
| 2021 | Innsbruck               | Anna-Lena Schnegg                   | Nikola Mayrhuber        | Barbara Teuschler       |
| 2022 | Wien                    | Annika Fröwis                       | Veronika Exler          | Barbara Teuschler       |
| 2023 | Wien                    | Denise Trippold                     | Veronika Exler          | Nino Kordzadze          |

## Fernschach
1. Alexander Prameshuber (1950–1952)
2. Andreas Dückstein, Kurt Kaliwoda (1955–1956)
3. Oskar Kallinger (1957–1958)
4. Leopold Watzl, Alexander Schoisswohl (1958–1959)
5. Eugen Helm (1959–1961)
6. Engelbert Höllinger (1961–1963)
7. Josef Giselbrecht (1963–1965)
8. Friedrich Schätzel (1965–1967)
9. Egon  Spitzenberger (1967–1968)
10. Hans Ude (1968–1970)
11. George Danner (1971–1972)
12. Oskar Kallinger (1973–1974)
13. Egon Spitzenberger (1975–1976)
14. Wilhelm Rupp (1977–1978)
15. Peter Roth (1979–1980)
16. Johann Nussbaumer (1981–1982)
17. Franz Juraczka (1983–1984)
18. Anton Strausz (1985–1986)
19. Josef Brandl (1987–1988)
20. Norbert Sommerbauer (1989–1990)
21. Wolfgang Zugrav (1991–1992)
22. Herbert Wohlfahrt (1993–1994)
23. Siegfried Neuschmied (1995–1996)
24. Sven Teichmeister (1997–1998)
25. Wolfgang Humer (1999–2000)
26. Gerhard Stagl (2001–2003)
27. Rüdiger Löschnauer (2003–2004)
28. Rüdiger Löschnauer (2005–2007)[4]
29. Rüdiger Löschnauer (2007–2009)[5]
30. Rüdiger Löschnauer (2009–2011)[6]
31. Gerald Berghöfer (2011–2013)[7]
32. Wolfgang Zugrav (2014–2016)[8]
33. Hannes Rada (2017–2019)[9]
34. Wilfried Spiegel (2020–2022)[10]